# Ловер-Калскаг (Аляска)
Ловер-Калскаг (англ. Lower Kalskag) — місто (англ. city) в США, в окрузі Бетел штату Аляска. Населення — 278 осіб (2020).

## Географія
Ловер-Калскаг розташований за координатами 61°30′57″ пн. ш. 160°21′27″ зх. д. / 61.51583° пн. ш. 160.35750° зх. д. (61.515813, -160.357635).  За даними Бюро перепису населення США в 2010 році місто мало площу 4,45 км², з яких 3,17 км² — суходіл та 1,28 км² — водойми.

## Демографія
Згідно з переписом 2010 року, у місті мешкали 282 особи в 75 домогосподарствах у складі 55 родин. Густота населення становила 63 особи/км².  Було 82 помешкання (18/км²).
Расовий склад населення:
| - 92,2 % — корінних американців - 2,5 % — білих - 0,4 % — чорних або афроамериканців |

До двох чи більше рас належало 5,0 %. Частка іспаномовних становила 0,0 % від усіх жителів.
За віковим діапазоном населення розподілялося таким чином: 36,2 % — особи молодші 18 років, 58,5 % — особи у віці 18—64 років, 5,3 % — особи у віці 65 років та старші. Медіана віку мешканця становила 25,8 року. На 100 осіб жіночої статі у місті припадало 94,5 чоловіків;  на 100 жінок у віці від 18 років та старших — 109,3 чоловіків також старших 18 років.
Середній дохід на одне домашнє господарство  становив 38 842 долари США (медіана — 30 536), а середній дохід на одну сім'ю — 40 308 доларів (медіана — 31 458). Медіана доходів становила 35 000 доларів для чоловіків та 67 813 долари для жінок. За межею бідності перебувало 35,2 % осіб, у тому числі 45,1 % дітей у віці до 18 років та 6,7 % осіб у віці 65 років та старших.
Цивільне працевлаштоване населення становило 105 осіб. Основні галузі зайнятості: освіта, охорона здоров'я та соціальна допомога — 41,9 %, публічна адміністрація — 22,9 %, оптова торгівля — 9,5 %, роздрібна торгівля — 9,5 %.